# Арроба
Арроба (порт., ісп. arroba) — застаріла іспанська і португальська міра маси та об'єму, що позначалася символом @. Одна арроба становила близько 25 фунтів або 11,4 кг, як міра об'єму — 11,4 л. В іспанській і португальсткій мовах термін «арроба» зараз використовується для позначення символу @ в адресах електронної пошти. Слово «арроба» арабського походження, від ar-rubʿ (الربع), чверті кінталу. Зараз термін знаходить застосування в Бразилії та інших країнах як одиниця маси худоби.